# ディアムニアディオ・オリンピックスタジアム
ディアムニアディオ・オリンピックスタジアム（Diamniadio Olympic Stadium）は、セネガル・ダカールにある多目的スタジアム。2022年2月にナショナルスタジアムとして開場し、セネガル代表のホームスタジアムとして使用されている。

## 概要
トルコのゼネコンであるタバンリオグル・アーキテクツによって設計され、同国のSemma社によって建設された。18ヶ月の歳月を要して8.8万㎢の広大な敷地の上にあり、発注はデザインビルド方式、契約はターンキーで行われた。
2022年2月、トルコのレジェップ・タイイップ・エルドアン大統領、セネガルのマッキー・サル大統領、FIFA会長ジャンニ・インファンティーノ、その他4カ国の国家元首が出席して落成式が開催された。
2026年ダカールユースオリンピックのメインスタジアムとして使われる予定である。